# 四國纜索
四國纜索株式會社（日语：／）是一家在香川縣和德島縣內經營索道和地面纜車的公司。總部位於香川縣高松市。

## 歷史
- 1964年（昭和39年）
  - 6月26日 八栗纜索成立。
  - 12月28日 八栗纜索開業。
- 1970年（昭和45年）11月14日 公司改名為八栗箸藏纜索。
- 1971年（昭和46年）4月1日 箸藏山索道開業。
- 1987年（昭和62年）
  - 3月28日 雲邊寺索道開業。
  - 8月1日 公司改名為四國纜索。
- 1992年（平成4年）7月21日 太龍寺索道開業[3]。
- 1999年（平成11年）4月1日 箸藏山索道分離公司。

## 路線
- 八栗纜索
- 雲邊寺索道（日语：雲辺寺ロープウェイ）
- 太龍寺索道（日语：太龍寺ロープウェイ）

## 注腳
1. 1 2 3 4 5 6  鐵道統計年報平成29年度版 - 國土交通省
2. ↑  國土交通省鐵道局監修《鉄道要覧》令和元年度版，電氣車研究會，鐵道圖書刊行會
3. ↑  . 交通新聞 (交通新聞社). 1992-07-23: 2 （日语）.

## 外部連結
- 四國纜索 （页面存档备份，存于）（日語）